# Ailly
Pour les articles homonymes, voir Ailly (homonymie).
Ailly est une commune française située dans le département de l'Eure, en région Normandie.

## Géographie

### Localisation
|                      | Fontaine-Bellenger                                                                  |                                                                            |
| Acquigny             | Ailly                                                                               | Le Val-d'Hazey (comm. dél. de Vieux-Villez et de Sainte-Barbe-sur-Gaillon) |
| Heudreville-sur-Eure | Clef-Vallée-d'Eure (comm. dél. de Fontaine-Heudebourg et de La Croix-Saint-Leufroy) | Saint-Julien-de-la-Liègue                                                  |

### Hydrographie
La commune est située dans le bassin Seine-Normandie. Elle est drainée par le fossé 01 de la commune de Ailly et le fossé 01 de la commune de Fontaine-Bellenger,.
Le fossé 01 de la commune d'Ailly, d'une longueur de 10 km, prend sa source dans la commune  et se jette  dans la Seine à Trois Lacs, après avoir traversé cinq communes.

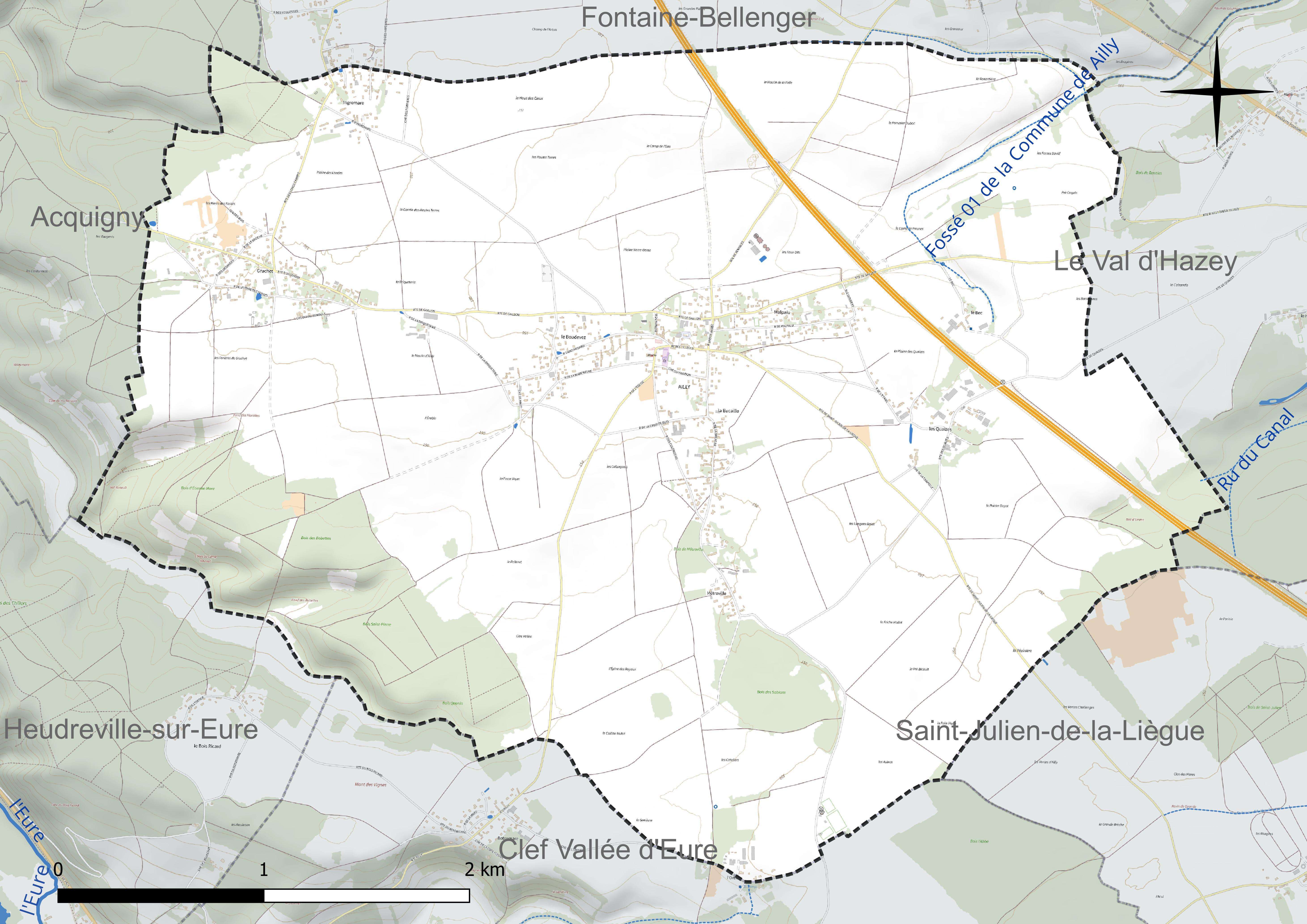
Réseau hydrographique d'Ailly.

### Climat
Pour des articles plus généraux, voir Climat de la Normandie et Climat de l'Eure.
En 2010, le climat de la commune est de type climat océanique dégradé des plaines du Centre et du Nord, selon une étude du CNRS s'appuyant sur une série de données couvrant la période 1971-2000. En 2020, Météo-France publie une typologie des climats de la France métropolitaine dans laquelle la commune est exposée à un climat océanique et est dans la région climatique Côtes de la Manche orientale, caractérisée par un faible ensoleillement (1 550 h/an) ; forte humidité de l’air (plus de 20 h/jour avec humidité relative > 80 % en hiver), vents forts fréquents. Parallèlement le GIEC normand, un groupe régional d’experts sur le climat, différencie quant à lui, dans une étude de 2020, trois grands types de climats pour la région Normandie, nuancés à une échelle plus fine par les facteurs géographiques locaux. La commune est, selon ce zonage, exposée à un « climat des plateaux abrités », correspondant aux plaines agricoles de l’Eure, avec une pluviométrie beaucoup plus faible que dans la plaine de Caen en raison du double effet d’abri provoqué par les collines du Bocage normand et par celles qui s’étendent sur un axe du Pays d'Auge au Perche.
Pour la période 1971-2000, la température annuelle moyenne est de 10,2 °C, avec  une amplitude thermique annuelle de 14,1 °C. Le cumul annuel moyen de précipitations est de 705 mm, avec 11,4 jours de précipitations en janvier et 8,5 jours en juillet. Pour la période 1991-2020, la température moyenne annuelle observée sur la station météorologique la plus proche, située sur la commune de Louviers à 8 km à vol d'oiseau, est de 11,8 °C et le cumul annuel moyen de précipitations est de 719,5 mm,. Pour l'avenir, les paramètres climatiques de la commune estimés pour 2050 selon différents scénarios d’émission de gaz à effet de serre sont consultables sur un site dédié publié par Météo-France en novembre 2022.

## Urbanisme

### Typologie
Au 1er janvier 2024, Ailly est catégorisée commune rurale à habitat dispersé, selon la nouvelle grille communale de densité à 7 niveaux définie par l'Insee en 2022.
Elle est située hors unité urbaine. Par ailleurs la commune fait partie de l'aire d'attraction de Louviers, dont elle est une commune de la couronne,. Cette aire, qui regroupe 44 communes, est catégorisée dans les aires de 50 000 à moins de 200 000 habitants,.

### Occupation des sols
L'occupation des sols de la commune, telle qu'elle ressort de la base de données européenne d’occupation biophysique des sols Corine Land Cover (CLC), est marquée par l'importance des territoires agricoles (79,4 % en 2018), en diminution par rapport à 1990 (82,1 %). La répartition détaillée en 2018 est la suivante : 
terres arables (72,9 %), forêts (13,7 %), zones urbanisées (6,9 %), zones agricoles hétérogènes (6,5 %). L'évolution de l’occupation des sols de la commune et de ses infrastructures peut être observée sur les différentes représentations cartographiques du territoire : la carte de Cassini (XVIIIe siècle), la carte d'état-major (1820-1866) et les cartes ou photos aériennes de l'IGN pour la période actuelle (1950 à aujourd'hui).

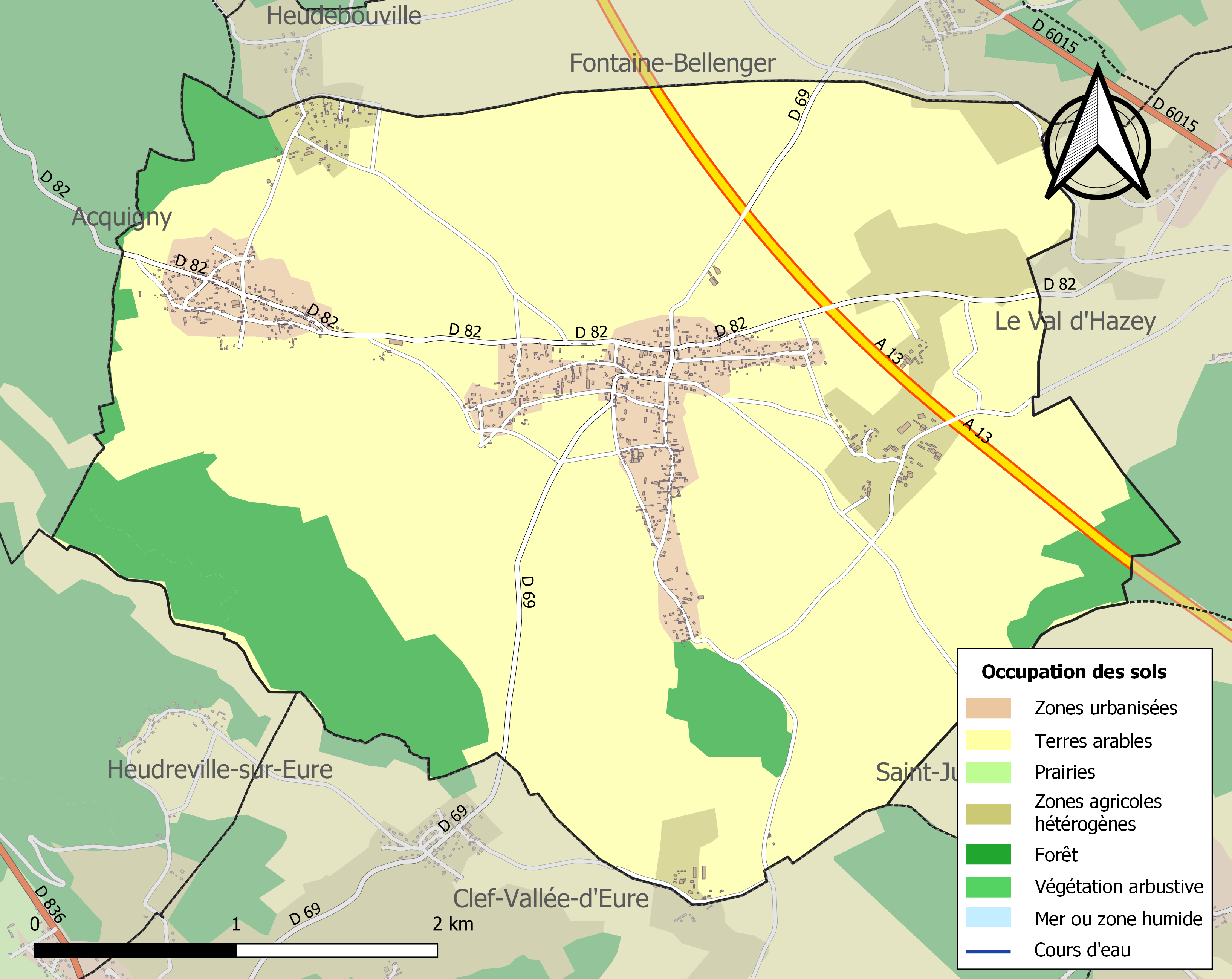
Carte des infrastructures et de l'occupation des sols de la commune en 2018 (CLC).

## Toponymie
Le nom de la localité est attesté sous les formes Aillium en 1082,, Allio (ablatif) en 1082, Aellium au XIIe siècle, Alliacum en 1186, Aillie en 1198 ; Ailliacum et Allyacum en 1284 (Charte de l’église de Beauvais) ; Ailli en 1290.
Il s'agit d'un type toponymique gallo-roman en -(i)acum, ou plus précisément -(I)ACU, suffixe d'origine gauloise qui indique un lieu ou une propriété. Il a régulièrement donné la terminaison -i (notée -y à l'époque moderne) dans cette partie de la Normandie. Les formes anciennes en -i-um / -i-o (Aellium, Allio) sont des latinisations peu judicieuses de l'ancien français *Alli, Ailli, destinées à s'insérer dans des textes rédigés en latin médiéval.
Le premier élément Aill- représente vraisemblablement un anthroponyme, soit le nom de personne latin Allius, (porté par un indigène, les Gaulois ayant très rapidement adopté des noms romains), soit le nom de personne germanique Agilo, (la Gaule du Nord ayant connu de manière assez précoce une immigration individuelle ou collective de Germains, installés comme agriculteurs). L'amuïssement de [g] se serait fait de manière régulière comme dans aille, autre nom médiéval de l’aigle (oiseau de proie).
La forme latinisée du toponyme primitif était donc Alli-acum ou *Agil-iacum, d'où le sens global de « domaine d'Allius » ou « domaine d'Agilo ».
Homonymie avec Ailly à Varengeville-sur-Mer, voir phare d'Ailly et les nombreux Ailly du Nord de la France. On trouve également Aillé et Aillac plus au sud.

## Histoire
En 940, le domaine appartenait à Leutgarde, fille du comte de Vermandois.

### Héraldique
| Blason de Ailly | Blason  | De gueules à la croix d'or cantonnée au premier de deux léopards du même l'un sur l'autre, au second d'un coucou perché sur une branche, le tout d'argent, au troisième d'une crosse contournée du même et au quatrième d'une clé aussi d'or. |
| Blason de Ailly | Détails | Les deux léopards d'or des armoiries d'Ailly rappellent les armoiries de la Normandie. (création Denis Joulain adoptée par délibération municipale du 26 novembre 2009)                                                                       |

## Politique et administration
| Période                                  | Période   | Identité          | Étiquette | Qualité                  |
| ---------------------------------------- | --------- | ----------------- | --------- | ------------------------ |
| Les données manquantes sont à compléter. |           |                   |           |                          |
| avant 1904                               |           | Alphonse Marquais |           |                          |
|                                          |           |                   |           |                          |
| 1939                                     |           | Dagommer          |           |                          |
|                                          |           |                   |           |                          |
| courant 1984                             |           | Robert Christophe |           |                          |
|                                          |           |                   |           |                          |
| mars 2001                                | mars 2008 | Françoise Savalle | UDF       |                          |
| mars 2008                                | mars 2014 | Patrice Dufils    |           |                          |
| mars 2014                                | En cours  | Frédéric Allot    | SE        | Représentant de commerce |

## Démographie
L'évolution du nombre d'habitants est connue à travers les recensements de la population effectués dans la commune depuis 1793. Pour les communes de moins de 10 000 habitants, une enquête de recensement portant sur toute la population est réalisée tous les cinq ans, les populations de référence des années intermédiaires étant quant à elles estimées par interpolation ou extrapolation. Pour la commune, le premier recensement exhaustif entrant dans le cadre du nouveau dispositif a été réalisé en 2006.

En 2022, la commune comptait 1 230 habitants, en évolution de +6,77 % par rapport à 2016 (Eure : −0,25 %, France hors Mayotte : +2,11 %).
| 1793  | 1800  | 1806  | 1821  | 1831  | 1836  | 1841  | 1846  | 1851  |
| ----- | ----- | ----- | ----- | ----- | ----- | ----- | ----- | ----- |
| 1 175 | 1 300 | 1 329 | 1 145 | 1 239 | 1 173 | 1 182 | 1 144 | 1 062 |

| 1856  | 1861 | 1866 | 1872 | 1876 | 1881 | 1886 | 1891 | 1896 |
| ----- | ---- | ---- | ---- | ---- | ---- | ---- | ---- | ---- |
| 1 012 | 968  | 944  | 840  | 820  | 823  | 774  | 751  | 747  |

| 1901 | 1906 | 1911 | 1921 | 1926 | 1931 | 1936 | 1946 | 1954 |
| ---- | ---- | ---- | ---- | ---- | ---- | ---- | ---- | ---- |
| 704  | 650  | 637  | 543  | 514  | 518  | 489  | 458  | 502  |

| 1962 | 1968 | 1975 | 1982 | 1990 | 1999 | 2006  | 2011  | 2016  |
| ---- | ---- | ---- | ---- | ---- | ---- | ----- | ----- | ----- |
| 440  | 417  | 465  | 604  | 755  | 775  | 1 023 | 1 116 | 1 152 |

| 2021  | 2022  | - | - | - | - | - | - | - |
| ----- | ----- | - | - | - | - | - | - | - |
| 1 210 | 1 230 | - | - | - | - | - | - | - |

## Culture locale et patrimoine

### Lieux et monuments
La commune d'Ailly compte deux édifices inscrits au titre des monuments historiques :
- l'église Saint-Médard (XIIe, XVIe et XVIIe)  Inscrit MH (1926)[32]. L'inscription ne concerne que le clocher. Sept vitraux sont l'œuvre du peintre Jean Weinbaum (1926-2013) ;
- le manoir du Chapitre dit le Prieuré (XIIIe et XVIIe)  Inscrit MH (1998)[33],[34]

Par ailleurs, plusieurs autres édifices sont inscrits à l'inventaire général du patrimoine culturel :
- un manoir dit Ferme du Bec, probablement du XVIIe siècle au lieu-dit les Quaizes[35]. Il s'agit d'une ancienne possession de l'abbaye du Bec ;
- un château des XVIIIe et XIXe siècles[36]. Probablement édifié au XVIIIe siècle, le logis a été remanié au XIXe siècle ;
- une ferme des XVIIe et XIXe siècles[37]. Probablement édifiée au XVIIe siècle, la ferme a été remaniée au XIXe siècle ;
- une maison du XVIIe siècle[38].

Est également inscrite à cet inventaire la chapelle Notre-Dame-de-Bon-Secours, édifice aujourd'hui détruit. Cette chapelle appartenait au chapitre de Beauvais dès le XIe siècle. Elle a été transformée en grange au XIXe siècle. Une rue de la Chapelle subsiste, desservie par la RD 75.

### Patrimoine naturel

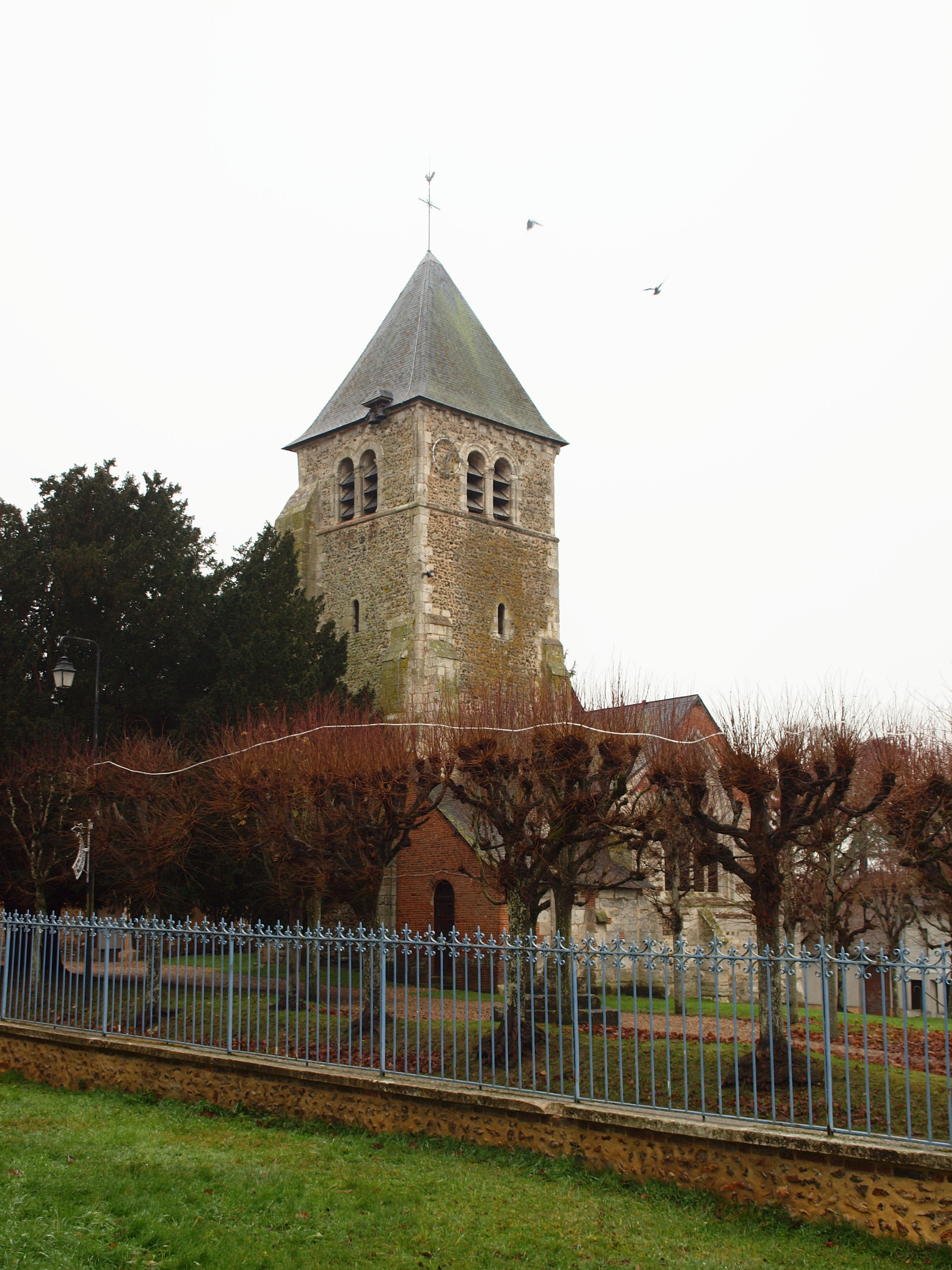
Les tilleuls, l'ancien cimetière,
le calvaire et l'if.

#### Site classé
- L'avenue des Tilleuls, l’emplacement de l’ancien cimetière avec le calvaire et l’if et les arbres qui l’entourent  Site classé (1928)[40].

### Personnalités liées à la commune
- Guillaume Dagoumer (1660-1748), né à Ailly et mort à Courbevoie, professeur de philosophie au collège d'Harcourt, recteur de l'Université de Paris.
- Richard Wright (1908-1960), écrivain américain. Il possédait une ferme à Ailly.